# OMX Stockholm 30
OMX-S30 (OMX Stockholm 30) es el principal índice bursátil de la Bolsa de Estocolmo (Suecia),  formado por los treinta valores con el mayor volumen de negociación; también es llamado OMX 30.
Se representa con la letra S que da significado a Estocolmo para diferenciarse de los principales índices como OMX Helsinki 25 (OMX-H25) de la Bolsa de Helsinki (Finlandia) y el índice OMX Copenhague 25 (OMX-C25) de la Bolsa de Copenhague (Dinamarca). 
Su inicio es de 125 puntos a 30 de septiembre de 1986. Los valores se ponderan por el criterio de capitalización. La revisión se realiza dos veces al año, en julio y enero.
Entre sus valores más importantes están Ericsson o Volvo.

## Composición
OMX Stockholm 30 estaba compuesto de las siguientes empresas a 2 de mayo de 2023:
| Nombre                              | Sector                | Logo | Peso en % |
| ----------------------------------- | --------------------- | ---- | --------- |
| Asea Brown Boveri                   | Maquinaria industrial | Logo | 3,22      |
| Alfa Laval                          | Maquinaria industrial | Logo | 2,93      |
| Assa Abloy (B)                      | Cerrajería            | Logo | 4,76      |
| AstraZeneca                         | Farmacéutica          | Logo | 4,48      |
| Atlas Copco (A)                     | Industria             | Logo | 9,22      |
| Atlas Copco (B)                     | Industria             | Logo | 3,79      |
| Autoliv                             | Automóvil             | Logo | 0,71      |
| Boliden                             | Minería               | Logo | 1,87      |
| Electrolux (B)                      | Electrónica           | Logo | 0,84      |
| Ericsson (B)                        | Telecomunicaciones    | Logo | 3,21      |
| Essity (B)                          | Industria del papel   | Logo | 3,75      |
| Evolution AB                        | Casino online         |      | 5,24      |
| Getinge (B)                         | Productos médicos     | Logo | 1,20      |
| Hennes & Mauritz (B)                | Textil                | Logo | 4,02      |
| Hexagon (B)                         | Tecnología            | Logo | 5,72      |
| Investor AB (B)                     | Finanzas              | Logo | 7,51      |
| Kinnevik (B)                        | Holding               | Logo | 0,76      |
| NIBE Industrier (B)                 | Tecnología            | Logo | 3,72      |
| Nordea                              | Banco                 | Logo | 3,19      |
| Samhallsbyggnadsbolaget i Norden AB | Inmobiliaria          |      | 0,26      |
| Sandvik                             | Maquinaria industrial | Logo | 4,92      |
| Sinch AB                            | Tecnología            |      | 0,36      |
| SCA (B)                             | Industria del papel   | Logo | 1,70      |
| Skandinaviska Enskilda Banken (A)   | Banco                 | Logo | 4,57      |
| Svenska Handelsbanken               | Banco                 | Logo | 3,21      |
| SKF (B)                             | Industria             | Logo | 1,50      |
| Swedbank (A)                        | Banco                 |      | 3,68      |
| Tele2                               | Telecomunicaciones    | Logo | 1,33      |
| Telia Company                       | Telecomunicaciones    | Logo | 2,12      |
| Volvo (B)                           | Automóvil             | Logo | 6,22      |